# Strikeforce: Playboy Mansion
Strikeforce: Playboy Mansion foi um evento de artes marciais mistas promovido pelo Strikeforce, ocorrido em 29 de setembro de 2007 na Playboy Mansion West em Los Angeles, California. O evento só para convidados atraiu cerca de 1,000 espectadores, que pagaram $1000 pelo ingresso. O evento foi supervisionado pela California State Athletic Commission. Da luta 5 a 12 foram transmitidas ao vivo na Yahoo Sports de graça.

## Bolsas
- Gilbert Melendez $30,000 (sem bônus de vitória) derrotou Tetsuji Kato $6,000
- Joe Riggs $29,500 ($15,000 bônus de vitória) derrotou Eugene Jackson $15,000
- Josh Thomson $24,500 ($10,000 bônus de vitória) derrotou Adam Lynn $6,000
- Billy Evangelista $6,000 ($3,000 bônus de vitória) derrotou Clint Coronel $3,000
- Jorge Masvidal $18,182.50 (sem bônus de vitória) derrotou Matt Lee $1,000
- Bobby Southworth $20,000 ($10,000 bônus de vitória) derrotou Bill Mahood $1,000
- Falaniko Vitale $20,000, (sem bônus de vitória) derrotou Ron Fields $7,000
- Daniel Puder $20,000 (sem bônus de vitória) derrotou Richard Dalton $3,000
- Dewey Cooper $500 (sem bônus de vitória) derrotou Adam Smith $500
- Daniel McWilliams $1,000 (sem bônus de vitória) derrotou Eddy Millis $4,000
- Luke Stewart $7,500 ($4,000 bônus de vitória) derrotou Sam Liera $3,000

O total pago foi de $229,183.50